# Willy Steyskal
Willibald Stejskal, connu en France comme Willy Steyskal, est un footballeur et entraîneur autrichien né à Vienne le 25 avril 1896 et mort à une date non connue.

## Biographie
Il a été défenseur au Rapid de Vienne de 1914 à 1923, avec lequel il remporte le championnat d'Autriche à six reprises. 
Il a effectué ensuite une carrière d'entraîneur : il est le premier entraîneur étranger à officier en Bulgarie, au Slavia de Sofia en 1924.
Il est également le premier entraîneur connu du FC Metz, au commencement du championnat professionnel en France, en 1932.
Il fait ensuite carrière en Belgique, à La Gantoise, au Cercle de Bruges et à Waregem. Sa dernière expérience connue est un passage à l'Ajax Amsterdam, de mars à juin 1953.

## Palmarès
- Champion d'Autriche en 1916, 1917, 1919, 1920, 1921 et 1923 avec le Rapid Vienne